# Грин, Пол (футболист)
Пол Дже́йсон Грин (англ. Paul Jason Green; род. 10 апреля 1983, Понтефракт, Уэст-Йоркшир) — ирландский футболист и тренер, полузащитник. Выступал за сборную Ирландии.

## Клубная карьера

### «Донкастер Роверс»
Пол начал свою профессиональную карьеру в команде «Донкастер Роверс». Дебютировал за клуб в 19-летнем возрасте, 19 марта 2002 года, в игре с командой «Нортвич Виктория» (2:2). Свой первый гол за клуб забил в следующем матче — 22 марта, в ворота команды «Хайез», а встреча завершилась победой «викингов» со счётом 5:2.
По итогам сезона 2002/03 Грин вместе с «Донкастером» вышел из Конференции в Лигу Два, обыграв в финале плей-офф «Дагенем энд Редбридж» со счётом 3:2, а по итогам следующего сезона Пол вместе с «Роверс» вышел в Лигу Один, заняв первое место в Лиге Два. В сезоне 2006/07 командой был завоёван Трофей Футбольной лиги. Сезон 2007/08 «Донкастер» завершил на третьем месте, но вышел в Чемпионшип, обыграв в финальном матче плей-офф «Лидс Юнайтед», со счётом 1:0. Но, несмотря на то, что футболисту был предложен новый контракт, он покинул клуб на правах свободного агента, а вскоре заключил трёхлетнее соглашение с «Дерби Каунти».
В общей сложности Грин сыграл за клуб в 277 матчах, в которых забил 33 гола.

### «Дерби Каунти»
Дебютировал за «Дерби» 9 августа 2008 года, в матче первого тура Чемпионшипа с «Донкастером» (0:1). Первый гол за клуб забил 16 августа, в ворота «Бристоль Сити», а матч закончился со счётом 1:1.
6 марта 2009 года игрок на тренировке травмировал плюсну, из-за чего выбыл на восемь недель и пропустил остаток сезона. 8 августа, в игре с «Питерборо Юнайтед» (2:1), Грин вновь травмировал ногу. Футболист не стал до конца залечивать травму и решил продолжить выступления за клуб. Но, 12 сентября, в матче с «Шеффилд Юнайтед» (0:1), Пол почувсвовал острые боли в ноге и на 62 минуте встречи был заменен на Джейка Ливермора. 18 сентября Грину была сделана операция на ноге, после которой он пропустил два месяца. В марте 2010 года Пол продлил контракт с клубом до конца сезона 2011/12.

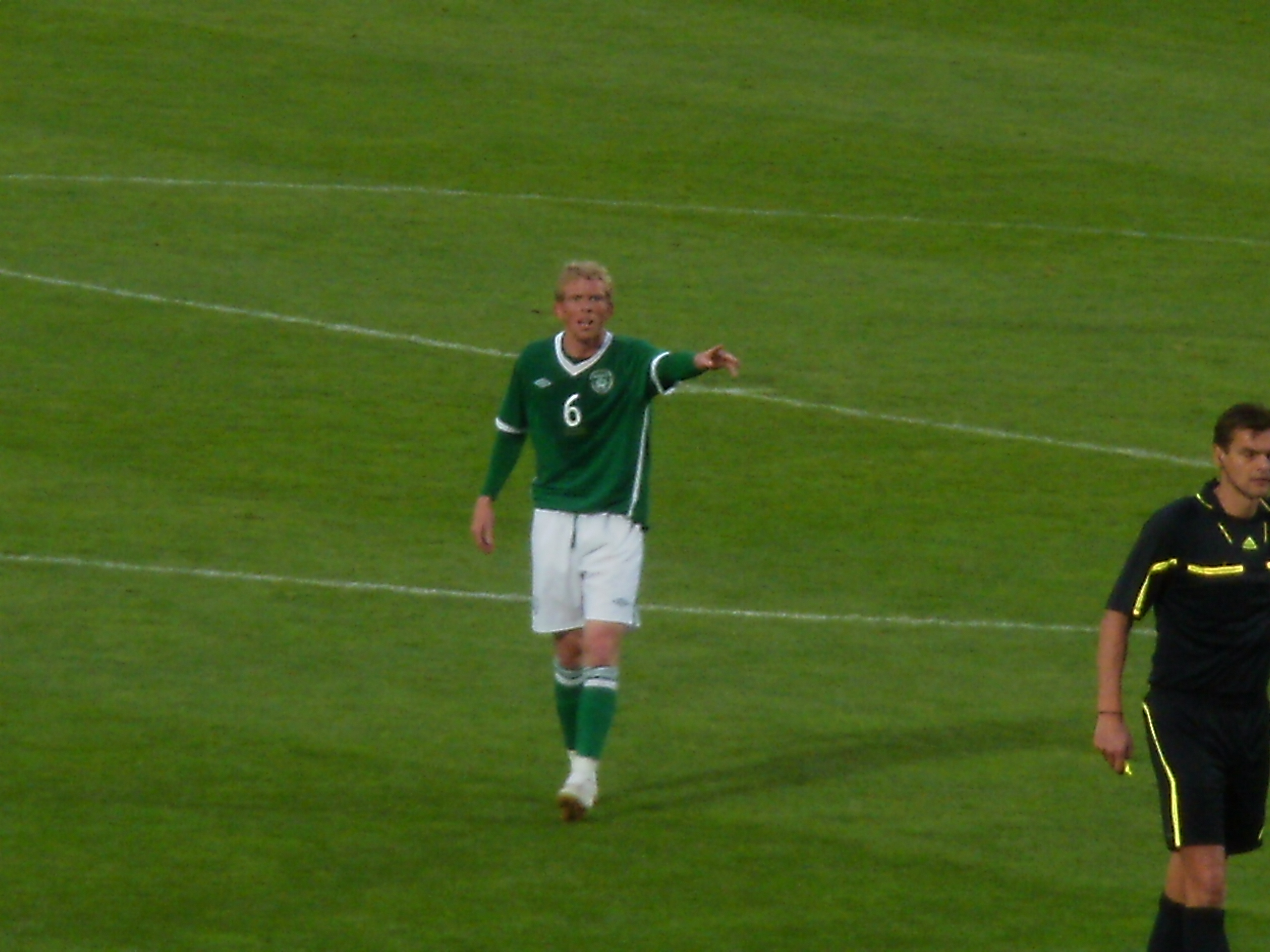
Пол Грин в игре со сборной Алжира, в которой он отметился забитым мячом.

В январе 2011 года появились слухи о том, что Грин может перейти в «Блэкпул» или «Вулверхэмптон Уондерерс», но игрок остался в команде. 2 апреля, в матче с «Кардиффом» (1:4), футболист получил разрыв крестообразных связок, из-за чего выбыл из строя более чем на полгода. Впервые после травмы сыграл 19 ноября, в матче с «Халлом» (0:2), выйдя на замену на 82 минуте игры.
В апреле 2012 года Полу было предложено продлить контракт с клубом, на что он ответил отказом. 31 июня игрок станет свободным агентом.

### «Лидс Юнайтед»
В апреле 2012 года появились слухи о том, что Пол Грин может продолжить свою карьеру в команде «Лидс Юнайтед». 20 июня футболист подписал контракт с «белыми» и 1 июля присоединился к команде. В команду Нила Уорнока игрок перешёл на правах свободного агента. Дебютировал в составе команды 11 августа, в матче Кубка лиги со «Шрусбери Таун».

## Международная карьера
Хотя Грин и родился в Англии, он имеет право выступать за сборную Ирландии, так как его дед по материнской линии — ирландец. В мае 2010 года Пол был впервые приглашён в расположение сборной Ирландии. Дебютировал в составе национальной команды 25 мая, в товарищеском матче со сборной Парагвая (2:1). Свой первый гол в составе сборной забил 28 мая, в ворота сборной Алжира.
В конце мая 2012 года был включён Джованни Трапаттони в окончательный список футболистов, которые поехали на Евро-2012. Дебютировал на турнире 14 июня, в игре со сборной Испании (0:4), выйдя на замену на 80 минуте встречи вместо Гленна Уилана.

## Достижения
- Победитель плей-офф Национальной Конференции: 2002/03
- Победитель Лиги Два: 2003/04
- Обладатель Трофея Футбольной лиги: 2006/07
- Победитель плей-офф Лиги Один: 2007/08

## Личная жизнь
Пол женат на Клэр. У пары есть дочь — Руби, родившаяся 20 сентября 2009 года.